# Chuck (musikalbum)
Chuck är ett musikalbum av det kanadensiska Sum 41. Det utgavs den 12 oktober 2004. Namnet Chuck kommer från en soldat som heter Chuck Pelletier, han förde bandet i säkerhet när de var i Kongo-Kinshasa och filmade in en dokumentär och strider utbröt i deras närhet. Albumet innehåller bland annat hitsinglarna We're All To Blame och Pieces.

## Låtlista
1. Intro - 0:46
2. No Reason - 3:04
3. We're All to Blame - 3:39
4. Angles with Dirty Faces - 2:23
5. Some Say - 3:26
6. The Bitter End - 2:51
7. Open Your Eyes - 2:44
8. Slipping Away - 2:29
9. I'm Not the One - 3:34
10. Welcome to Hell - 1:56
11. Pieces - 3:01
12. There's No Solution - 3:18
13. 88 - 4:38
14. Noots - 3:51 (bonuslåt på versionerna för Europa och Australien)
15. Moron - 2:00 (bonuslåt)
16. Subject to Change - 3:15 (bonuslåt för Asiens version)

## Kuriosa
- No Reason beskrivs ofta som en episk ballad. Den tros handla om folk som gör saker som de vet är olagliga, men gör dem ändå.
- No Reason hette från början Subject To Change, men efter en redigering av låten döpte de om den. Den icke-kompletterade låten Subject to Change släpptes sedan som en bonuslåt på vissa versioner av Chuck.
- No Reason finns med i filmen Dirty Love.
- We're All to Blame handlar om hur världen ser ut idag på grund av krig, att folk dör, att folk lever i skräck, samfund etc. Den handlar också om hur alla ska beskyllas för att antingen orsaka problem eller låta dem fortgå.
- Some Say handlar om att låta dem som lever i skräck få det bekvämt. Den talar också om för politiker att tänka innan de fattar beslut och låta människor lösa sina egna problem. En annan, mer populär, tolkning av låten är att den kritiserar folk som vägrar att åldras. När bandet spelar live brukar Deryck säga This song is about your very, very, very confused parents.
- Pieces handlar om en person som beter sig som en annan person för att bli accepterad, men senare inser att han inte är nöjd med det här sättet att leva. Den handlar också om när ett förhållande håller på att ta slut.
- Noots finns med på soundtracket till filmen Fantastic Four.
- Noots var från början menad att ligga som tredje spår på albumet, men bandet valde istället att lägga We're All to Blame där. Noots fick istället bli en bonuslåt på den japanska versionen av albumet.
- 88 är döpt efter låtens tempo, vilket är 88 bpm.
- Angels with Dirty Faces är baserad på ett annat bands namn, men är ingen cover på singeln av Sham 69 från 1978 med samma namn.
- Subject to Change fick heta just så eftersom låten bara är en demoversion av låten Underclass Hero från det efterkommande albumet med samma namn. Subject To Change betyder helt enkelt att namnet kan komma att ändras.